# Včelka Mája (seriál, 2012)
Včelka Mája (německy Die Biene Maja) je francouzsko-německý dětský koprodukční televizního seriálu z roku 2012 z produkce Studio 100 Animation. Po předešlém seriálu se jedná o druhý televizní seriál, který se věnuje příběhům postavy včelky Máji.

## Přehled
Seriál je vytvořen trojrozměrně. Oproti předešlému seriálu je nový velmi odlišný.
Největší rozdíly jsou v postavách, které jsou buď zcela odlišné, nebo úplně nové. Rozdíl u stávajících postav je například ten, že Mája žije blízko úlu, Vilík sice žije na louce, ale v noci spí v úlu a například Hop už není vyprávěč. Myšák Alexandr zmizel úplně. Nové Máje bylo vyčítáno, že oproti původní, chovající se více jako malé dítě, se ta nová chová jako puberťačka. Dále je vyčítáno, že Mája a Vilík „zhubnuli“. V českém znění postavy namluvili i jiní dabéři.
Další markantním rozdílem je, že se v seriálu děj často odehrává i v úlu, zatímco role úlu v původním seriálu byla spíše až okrajová. Novinkou je i, že v seriálu dochází k několikerým zmínkám a odkazům na Slézový úl, tedy sousední včelí úl. V seriálu jsou několikrát zmíněny velmi dobré přátelské vztahy mezi oběma úly, v několika dílech dochází k návštěvě jeho královny v Májině úlu a dokonce ke vzájemným výměnám včelích dětí.
Nové díly mají oproti předchozím menší délky, jen přibližně 12 minut, původně měly až dvojnásobnou stopáž. V Česku měl seriál premiéru v roce 2013 na ČT :D. Na Slovensku seriál vysílala Jednotka. Českou jazykovou verzi úvodní znělky nazpívala Lucie Černíková.

## Dabing českého znění
Následuje seznam lidí, kteří namluvili postavy seriálu do české jazykové verze. Ačkoliv většinu stálých postav dabovali více méně stejní lidé, u některých postav občas došlo k výměně dabérů.
| Kristina Lukešová  | Včelka Mája               |
| Klára Šumanová     | Trubec Vilík              |
| Lukáš Hlavica      | Luční koník Hop           |
| Blanka Zdichyncová | Žížala Max (1. řada)      |
| Zuzana Mixová      | Žížala Max (2. řada)      |
| Ivana Milbachová   | Teta Kasandra             |
| Petra Jindrová     | Včelí královna            |
| Eva Spoustová      | Šnek Šimon                |
| Ludmila Molínová   | Pavoučice Tekla           |
| Eva Hrušková       | Chrobák Ben               |
| Milan Slepička     | Soudce Včelomed (1. řada) |
| Zdeněk Maryška     | Soudce Včelomed (2. řada) |
| Petr Burian        | Mravenčí plukovník Pól    |

## Kontroverze a kritika
- Při uvedení německé verze v roce 2012 bylo velmi kritizováno, že oproti ostatním jazykovým verzím je v německé použita původní píseň Karla Svobody. Tu ale nezpíval Karel Gott, ale zpěvačka Helene Fischer.
- V září 2017 byla v jednom z dílů diváky zaznamenána kresba penisu na kůře stromu. Poté, co se nahrávka této seriálové chyby stala virální na Facebooku, byl seriál dočasně stažen z platformy Netflix.[2] Později byl vydán retušovaný díl, kde kresba již nebyla. Produkční společnost se omluvila a uvedla, že se jednalo o „velice špatný vtip“.[3]